# جفری لیبر
جفری لیبر (انگلیسی: Jeffrey Lieber؛ زادهٔ ۱۹۶۹) یک فیلم‌نامه‌نویس اهل ایالات متحده آمریکا است.